# 王進 (洪武進士)
王進，山西襄陵人，明朝政治人物、进士。

## 生平
洪武十七年，鄉試中舉。洪武十八年（1385年）乙丑科登進士，授刑部主事。因事入罪，后歷任按察使司經歷。